# Zilverkeelgaai
De zilverkeelgaai (Cyanolyca argentigula) is een zangvogel uit de familie Corvidae (kraaien).

## Verspreiding en leefgebied
Deze soort komt voor in Costa Rica en Panama en telt twee ondersoorten:
- C. a. albior: centraal Costa Rica.
- C. a. argentigula: zuidelijk Costa Rica en westelijk Panama.

## Status
De grootte van de populatie is in 2019 geschat op 20.000-50.000 volwassen vogels. Op de Rode lijst van de IUCN heeft deze soort de status niet bedreigd.